# Wierzbowo (rejon wołkowyski)
Wierzbowo – dawny folwark na Białorusi, w obwodzie grodzieńskim, w rejonie wołkowyskim, w sielsowiecie Krasne Sioło. Leżał około 1 km na wschód od Pohoranów.
W dwudziestoleciu międzywojennym miejscowość leżała w Polsce, w województwie białostockim, w powiecie wołkowyskim, w gminie Roś. 16 października 1933 utworzono gromadę Wierzbowo w gminie Roś. Po II wojnie światowej weszła w struktury ZSRR.
Obecnie po miejscowości nie pozostało nic.